# Aleksandr Kérenski
Aleksandr Fiódorovich Kérenski (en ruso: Александр Фёдорович Керенский) (Simbirsk, 22 de abriljul./ 4 de mayo de 1881greg. - Nueva York, 11 de junio de 1970) fue un político social-revolucionario, abogado de profesión, y dirigente revolucionario ruso que desempeñó un papel primordial en el derrocamiento del régimen zarista en Rusia. Fue el segundo y último primer ministro del Gobierno provisional instaurado tras la Revolución de Febrero y su figura principal. Fue capaz de hacer fracasar el golpe de Kornílov, pero no pudo evitar la Revolución de Octubre en que los bolcheviques tomaron el poder.

## Comienzos
Kérenski nació en Simbirsk (hoy Uliánovsk) en 1881, hijo de un director de gimnasio (escuela secundaria). Su nacimiento en Simbirsk se debió a que su padre había sido destinado a la ciudad; más tarde, en 1889, fue trasladado a Taskent, donde Kérenski cursó enseñanza secundaria mientras disfrutaba de la posición privilegiada del funcionariado provincial del Imperio. El apellido familiar, otorgado por el obispo ortodoxo de la región de Penza a la familia (su abuelo era sacerdote), hacía referencia a su localidad de origen, Kérensk. Kérenski era el cuarto de los cinco hijos del matrimonio formado por su padre, Fiódor Kérenski, licenciado como profesor pero pronto ascendido en el escalafón del Ministerio de Educación, y su madre, Nadezhda Adler, que había sido alumna de su padre. Tenía tres hermanas mayores (Elena, Anna y Nadezhda) y un hermano menor (Fiódor).
Centro aristocrático, Simbirsk fue también el lugar de nacimiento de Vladímir Lenin, cuyo padre era también miembro del Ministerio de Educación y a quien Fiódor Kérenski tuvo como alumno del gimnasio. La ejecución del hermano mayor de Lenin, Aleksandr Uliánov, en la primavera de 1887, por su participación en una conspiración para asesinar al zar Alejandro III de Rusia, supuso una conmoción entre la buena sociedad de la localidad que Kérenski recordaría vivamente años más tarde.
Ese mismo año, Sasha —diminutivo de Aleksandr por el que era conocido familiarmente Kérenski— cayó enfermo de tuberculosis osteoarticular en la cadera y tuvo que pasar seis meses apartado de sus compañeros. La enfermedad acentuó su sociabilidad, su introspección y le hizo conocer las obras de Tolstói, cuyas descripciones de los pobres y oprimidos dejaron huella. Poco más tarde llegó el ascenso de su padre a la aristocracia hereditaria, su nombramiento como inspector jefe de las escuelas del Turquestán ruso y su traslado a Taskent, en 1889. La ciudad, de unos 150 000 habitantes con una cuarta parte de rusos, tenía aún un aire de localidad fronteriza. Durante su estancia en Taskent, la familia recibió la visita del capitán Lavr Kornílov, de regreso de una misión de reconocimiento en Persia, y del oficial finlandés Karl Mannerheim, que exploraba el Asia Central china.
Alumno ejemplar, Kérenski obtuvo buenas notas en casi todas las asignaturas, pero descolló especialmente en las actividades dramáticas. En 1899 finalizó su formación secundaria y partió a la capital; se graduó en derecho por la Universidad de San Petersburgo en 1904. Habiendo abandonado su anterior tradicionalismo de provincias, el joven Kérenski decidió no buscar empleo en la administración imperial, sino entrar a trabajar en una organización privada que ofrecía ayuda legal.

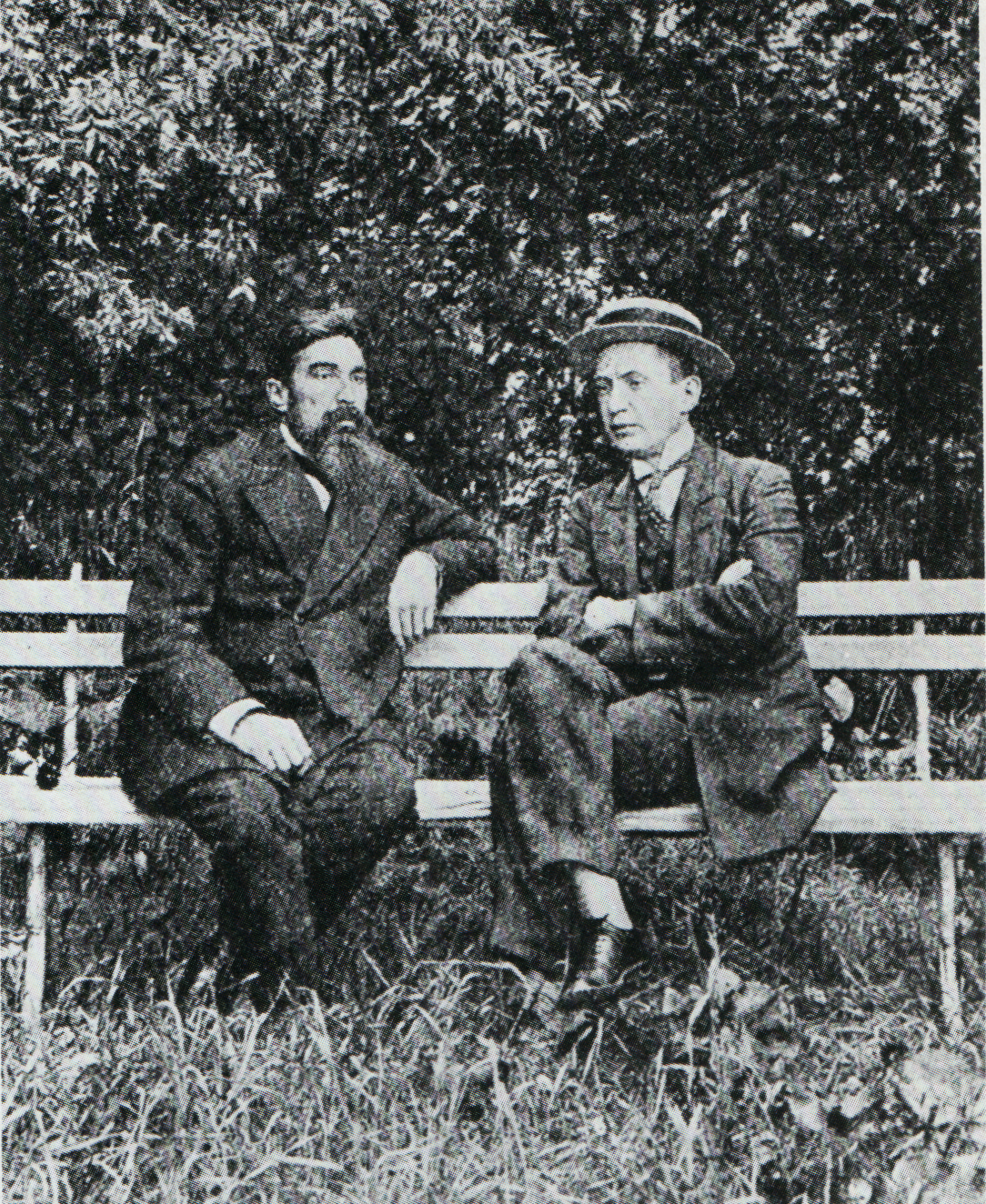
Los diputados trudovikí Vladímir Dzyubinski (izda.) y Aleksandr Kérenski en los jardines de la Duma Imperial de Rusia en 1916

Tras la matanza del Domingo Sangriento rompió con el régimen autocrático y comenzó a participar en actividades revolucionarias, por lo que fue arrestado. Su estancia en prisión formó sus ideas políticas, imbuidas de populismo (naródnichestvo) y nacionalismo y de la necesidad de la cooperación de toda la nación para lograr el fin del gobierno autocrático. Tras su liberación en 1906, decidió abandonar sus actividades subversivas clandestinas y concentrarse en la oposición legal al régimen. Utilizó sus excepcionales dotes para la oratoria para tratar casos que pusiesen en evidencia a las autoridades. Especialmente famoso fue el caso de la matanza de las minas de oro del Lena, en el que demostró la insensibilidad de las autoridades y se ganó fama en todo el país.
Su reputación como paladín contra la injusticia le hizo ser elegido para la Cuarta Duma en el otoño de 1912 como miembro de los trudovikí (un partido laborista moderado). Brillante orador y experimentado líder parlamentario, llegaría a ser miembro del Comité provisional de la Duma como social-revolucionario y líder de la oposición socialista al régimen de Nicolás II. Desde el comienzo de su periodo como diputado de la Duma se ganó la confianza de las masas. Utilizó su puesto de diputado para denunciar los abusos de las autoridades, extender la propaganda revolucionaria y criticar al Gobierno. Trató de radicalizar la Duma, convencido de que esta tendría un papel crucial tras la caída de la autocracia, pero fracasó; liberales y moderados preferían la mejora paulatina de la situación política a una posible revolución.

## La guerra mundial
Al estallar la Primera Guerra Mundial y como dirigente de los trudovikí de la Duma, se negó a votar a favor de los créditos de guerra reclamados por el Gobierno el 26 de juliojul./ 8 de agosto de 1914greg., postura que respaldaron también los diputados socialdemócratas. A la vez, sin embargo, llamó a la defensa del territorio ruso, movido por el patriotismo. Mantuvo durante la contienda una posición cercana a la defendida por los delegados socialistas en la Conferencia de Zimmerwald, que logró fuese respaldada por los restos del Partido Social-Revolucionario de Petrogrado.
En 1915 retomó su oposición al Gobierno ante los reveses militares, que revelaron la incapacidad bélica del Zarato. Ese año la policía secreta le consideraba la más destacada figura revolucionaria y la que con mayor probabilidad podía reunir a las diversas corrientes y alzarse contra la autocracia. Una complicada operación de riñón le mantuvo alejado, sin embargo, de las Cortes durante el invierno y la primavera de 1916, durante las que la oposición parlamentaria al Gobierno languideció por la ausencia de importantes personalidades políticas, entre ellas Kérenski. Su influencia en la Duma, centrada en conspiraciones elitistas para cambiar la situación, fue escasa y no participó en el Bloque Progresista.
En 1916, convencido de la inminencia de la revolución, redobló sus ataques contra el zar y la familia real, al tiempo que animaba a la Duma a encabezar la lucha contra la autocracia y mantenía contactos con organizaciones obreras y con la guarnición capitalina.

## Revolución de Febrero

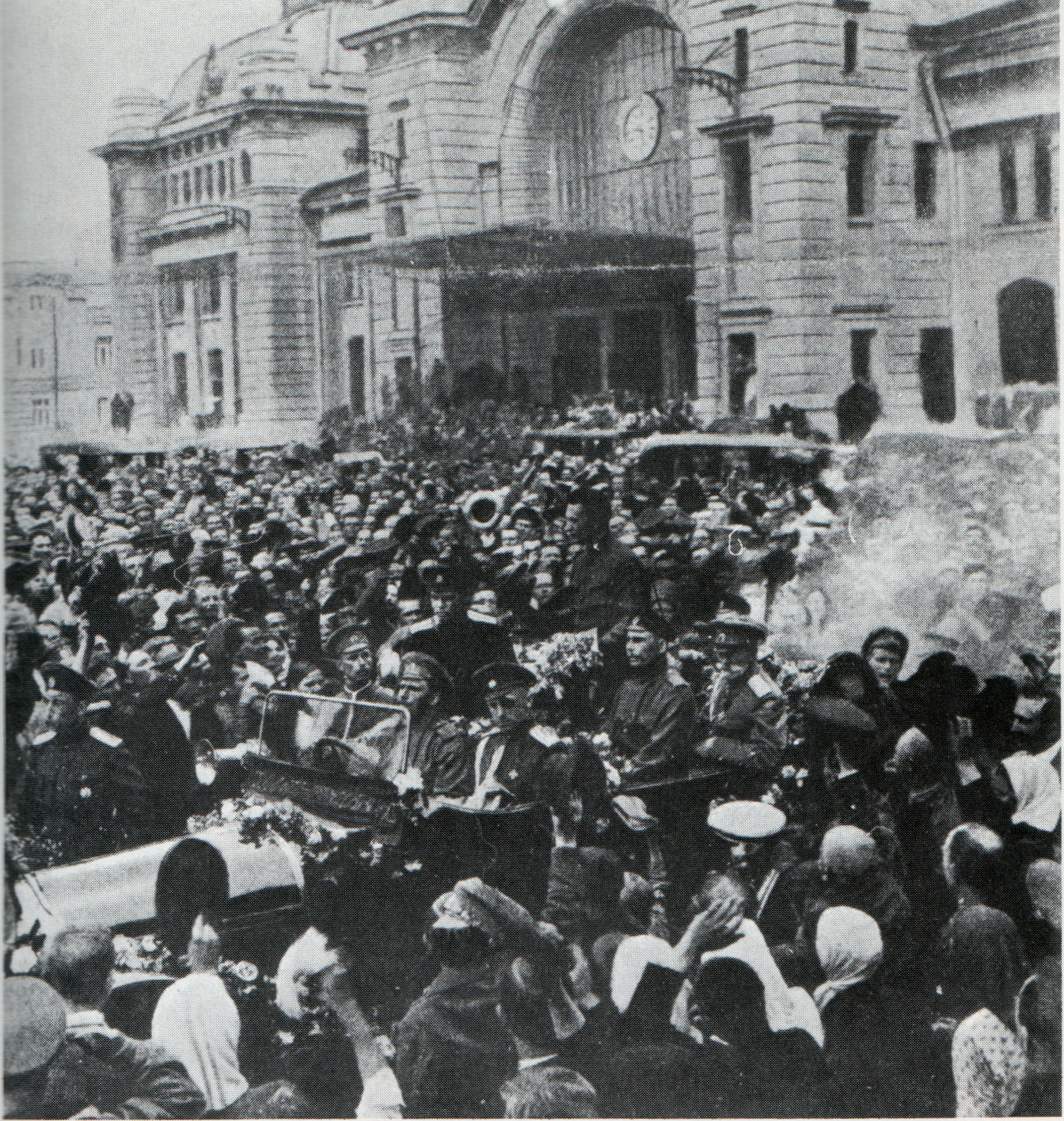
Recibimiento de Kérenski en Moscú en marzo de 1917

Cuando la Revolución de Febrero se desencadenó en 1917, Kérenski fue uno de sus líderes más destacados, siendo elegido vicepresidente del Sóviet de Petrogrado (un consejo de trabajadores). A pesar de su cargo en el consejo, su actividad en él fue escasa; se concentró pronto en sus tareas ministeriales. Durante los primeros momentos de la revolución fue extremadamente popular. El 27 de febrerojul./ 12 de marzogreg. dirigió a las tropas alzadas a la Duma para tratar de involucrar a esta en el alzamiento; allí ordenó el arresto de los ministros del Gobierno en nombre de las Cortes y entregó unas salas del Palacio Táuride al nuevo Sóviet de Petrogrado.
Junto con Nikolái Chjeidze fue el único representante de los partidos socialistas incluido en el Comité provisional de la Duma Estatal, formado el 27 de febrerojul./ 12 de marzogreg. para oponerse al Gobierno zarista y restablecer el orden. No contaba, sin embargo, con un mandato explícito y oficial del Partido Social-Revolucionario, del que se había declarado miembro a pesar de su anterior cooperación con los trudovikí.
Participó en la abdicación del zar y en la creación de un nuevo Gobierno. Cuando se formó el Gobierno provisional (2 de marzojul./ 15 de marzo de 1917greg.) fue al comienzo ministro de Justicia, desde mayo ministro de la Guerra y, finalmente, primer ministro en julio de 1917. Al ingresar originalmente en el Gobierno, infringió la prohibición del Sóviet de Petrogrado a los socialistas de participar en el Consejo de Ministros, que debía estar formado únicamente por ministros de los partidos burgueses. Lo hizo entonces por iniciativa personal, pero consiguió más tarde del apoyo del pleno del Sóviet. Uno de los escasos dirigentes socialistas capaces de tratar los asuntos de Gobierno al más alto nivel en aquel momento, Kérenski estaba convencido de la necesidad de involucrar en estos tanto al Sóviet como a los liberales y a los dirigentes Aliados. Desde el comienzo, fue uno de los miembros más destacados de los gabinetes del periodo interrevolucionario y el personaje más popular.
Tras la crisis de abril que causó la dimisión de Pável Miliukov como ministro de Exteriores, el fin del Gobierno burgués y la formación del primer gabinete de coalición burgués-socialista, Kérenski reclamó con éxito un mandato de su partido. Miembro teórico del partido, no se sometió, no obstante, a las resoluciones de este, tratando de convertirse en una figura apartidista, con una postura intermedia entre los partidos socialistas y los burgueses. Sus acciones como ministro, a menudo tomadas sin coordinación con el Sóviet de Petrogrado y en ocasiones poco más que golpes de efecto, hicieron que sus relaciones con el comité ejecutivo del consejo fuesen tensas. Los dirigentes mencheviques, que controlaban en la práctica el Sóviet de Petrogrado, no confiaban en Kérenski. Gran orador y capaz de atraer numerosos seguidores, estaba convencido de que, una vez el Gobierno quedase en sus manos, liberales y socialistas quedarían reconciliados y reconocerían en su persona el dirigente necesario para librar al país de sus tribulaciones. Kérenski se mostró durante todo el periodo convencido de la necesidad de esta alianza entre socialistas y liberales.

## Ministro del Gobierno provisional

### Ministro de Justicia

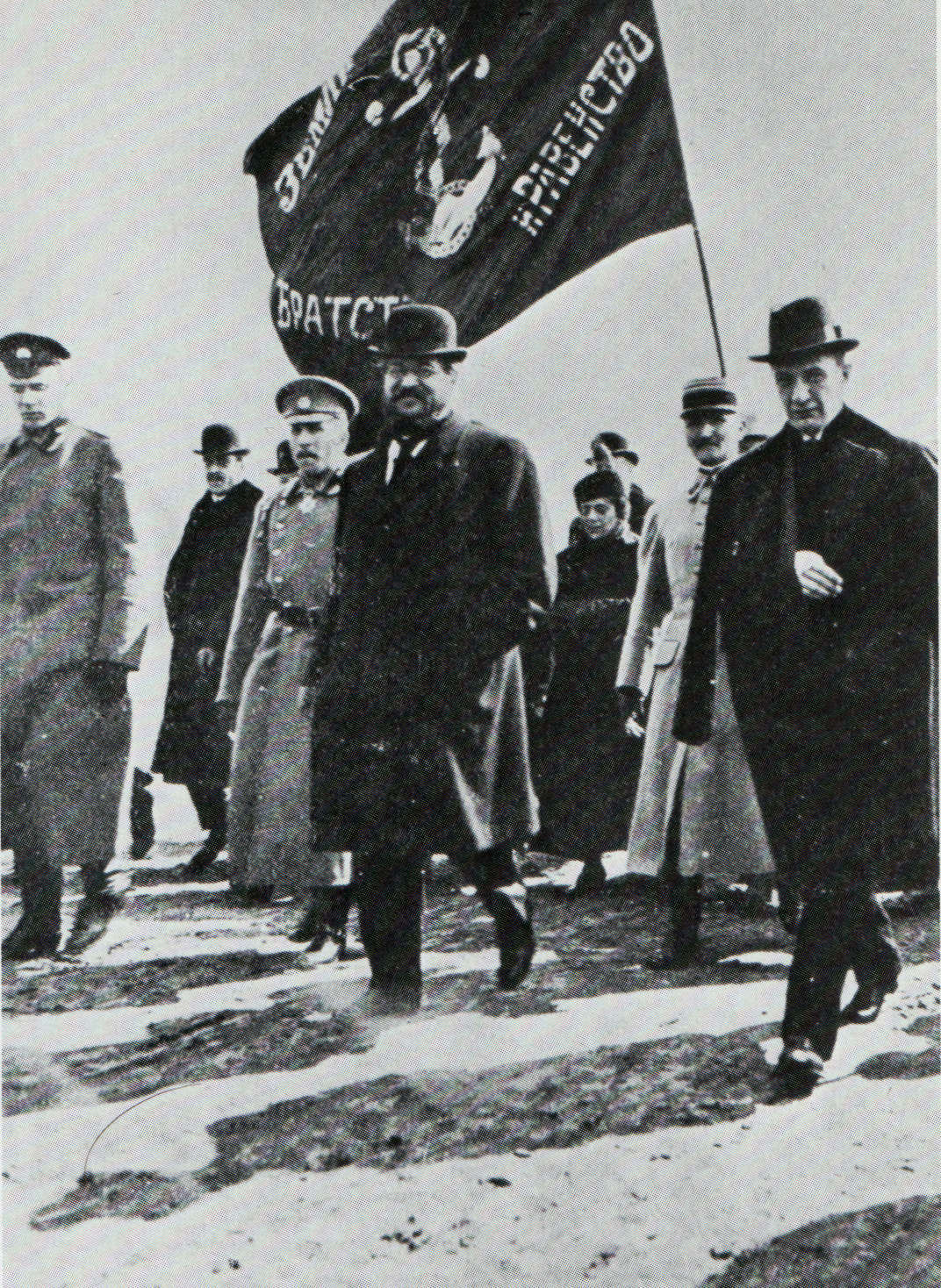
Kérenski, con el brazo en cabestrillo, acompañado del socialista francés y ministro de Municiones, Albert Thomas, y del comandante de la guarnición capitalina, general Lavr Kornílov, durante las celebraciones del Primero de Mayo

Kérenski formó parte del primer Gobierno provisional como ministro de Justicia, pero ingresó sin el consentimiento formal de su partido ni del Sóviet de Petrogrado, acción que disgustó a gran número de correligionarios del Partido Social-Revolucionario (PSR). Las conferencias del 15-17 de marzo, sin embargo, le otorgaron permiso para formar parte del Gobierno como representante del pueblo en el Consejo de Ministros y aprobaron su gestión desde los días de la revolución. La siguiente segunda conferencia capitalina, celebrada un mes más tarde (16-18 de abril), por el contrario, indicó que era inadmisible la presencia de miembros del PSR en un gabinete burgués. En un apasionado discurso en que había empleado sus dotes de oratoria, Kérenski había logrado originalmente la aprobación del pleno del Sóviet para su nombramiento como ministro, que había sido el más aplaudido por las multitudes cuando Miliukov anunció la formación del Gobierno provisional. En un gesto de dramatismo, Kérenski renunció a su puesto como vicepresidente del Sóviet para aceptar inmediatamente su reelección por aclamación.

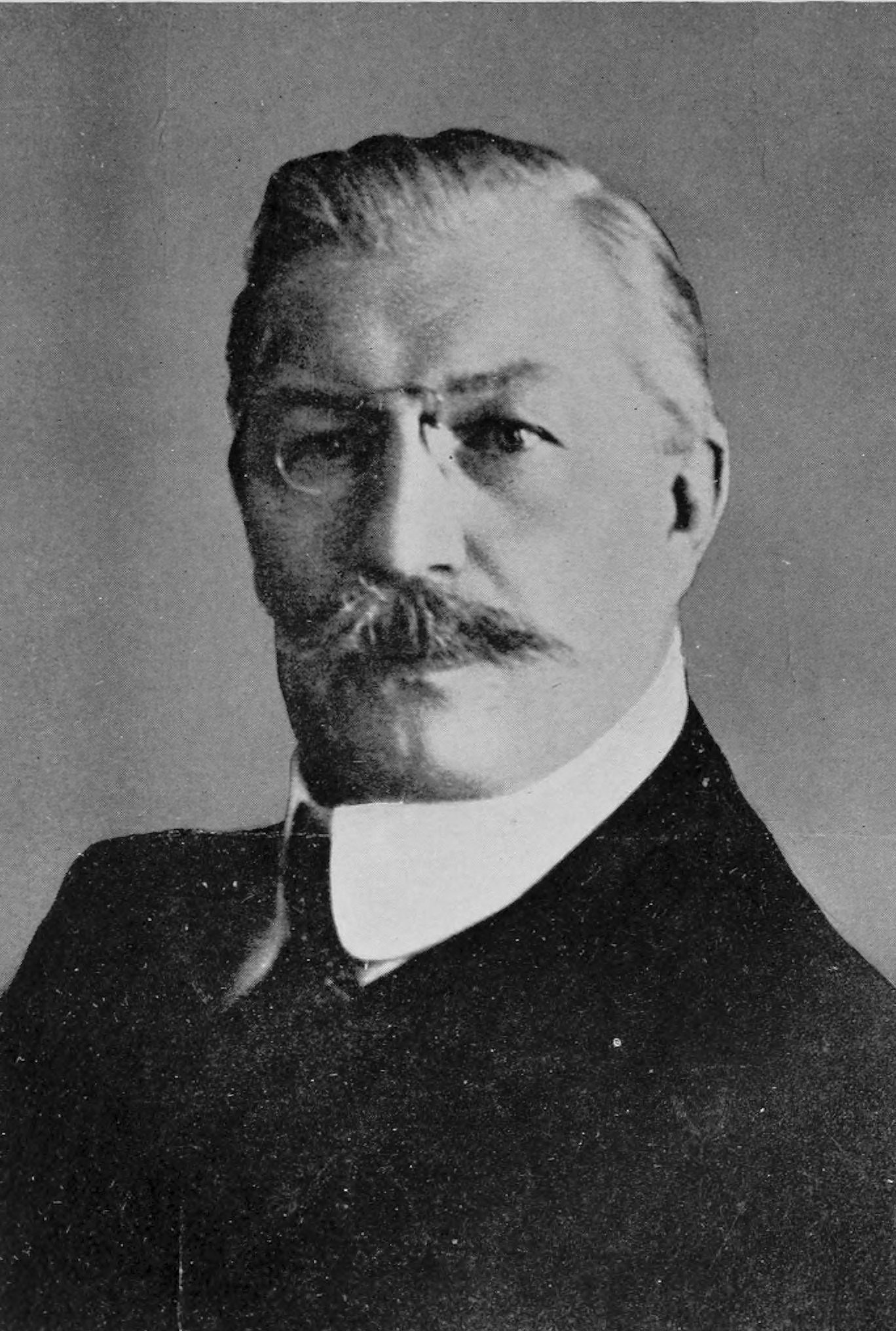
Pável Miliukov, principal dirigente del Partido Constitucional Democrático y ministro de Asuntos Exteriores del primer Gobierno provisional. Aunque Kérenski compartía la posición de Miliukov a favor de continuar la guerra del lado aliado, criticaba la falta de tacto del político liberal, que produjo una crisis gubernamental

Kérenski se mantuvo en el Gobierno sin representar al partido e ingresó a título personal. Era la única persona que tenía un puesto tanto en el Sóviet de la capital como en el Gobierno. Su actividad en el Sóviet, sin embargo, fue escasa y poco influyente. Vladímir Zenzínov sirvió como principal intermediario entre él y el PSR y Abram Gots hizo lo propio con el Sóviet; los dos lograron evitar la ruptura entre Kérenski y estos hasta el golpe de Kornílov. Oficiosamente, Kérenski recibió el respaldo de la dirección del PSR para continuar como ministro hasta el tercer congreso del partido que debía debatir su situación. Kérenski fue la única persona que fue miembro de todos los gabinetes del periodo del Gobierno provisional.
En su ministerio, Kérenski se concentró en evitar el procesamiento de los antiguos funcionarios zaristas para disipar los temores de los liberales por una posible imposición del terror revolucionario y a redactar un marco legal modélico. Influyente en el gabinete, normalmente lograba obtener el respaldo de la mayoría de sus colegas en los asuntos controvertidos. A pesar de su satisfacción con el orden surgido de la Revolución de Febrero, contribuyó a su primera crisis al criticar abiertamente al ministro de Exteriores, el liberal Pável Miliukov, durante la crisis de abril que acabó con el primer Gobierno de la etapa revolucionaria. Se mostró entonces favorable al ingreso de otros representantes socialistas en el nuevo Consejo de Ministros surgido tras la crisis a pesar de la negativa inicial del Sóviet de Petrogrado. Para entonces gran parte de los liberales y parte del alto mando esperaba la entrada de los socialistas en el gabinete.
El nuevo Gobierno de coalición entre burgueses y socialistas que tomó posesión el 6 de mayojul./ 19 de mayogreg. contenía destacados dirigentes socialistas (entre ellos, el menchevique Irakli Tsereteli y el socialrevolucionario Víctor Chernov) y se hallaba listo para emprender nuevas actividades bélicas, con Kérenski como nuevo ministro de Defensa. Desde entonces, los siguientes gabinetes hasta la Revolución de Octubre quedaron dominados por el propio Kérenski, Mijaíl Teréshchenko —su fiel lugarteniente en el Ministerio de Exteriores— y Nikolái V. Nekrásov.

### Kérenski, el Partido Social-Revolucionario y el Sóviet de Petrogrado
Aunque para el Partido Social-Revolucionario (PSR) Kérenski debía servir para plantear las reclamaciones al Gobierno, su inclinación a primar la autoridad del Consejo de Ministros frente a la del Sóviet de Petrogrado hizo que la situación se invirtiese: Kérenski se convirtió a menudo en un medio del Gobierno para plantear sus solicitudes de moderación al Sóviet. A pesar de ser uno de sus vicepresidentes, las relaciones de Kérenski con el Sóviet no fueron buenas. Más inclinado a seguir lo que consideraba intereses del Estado que el programa del partido (PSR), la relación entre este y Kérenski fue inestable. Kérenski mantenía la primacía del Estado sobre los partidos y sostenía una postura más moderada que el PSR en su conjunto. Más que un socialista, Kérenski era un radical liberal cercano a la izquierda. Décadas después del periodo revolucionario, Kérenski admitió su error al haber permanecido como miembro formal del PSR en vez de haberse presentado como una figura neutral defensora de los intereses estatales ante las luchas partidistas.
El inmenso carisma al comienzo del periodo revolucionario y la habilidad retórica de Kérenski influyeron en el curso de la revolución. Acerca de su oratoria, el embajador francés Maurice Paléologue escribió:

La simple lectura de sus discursos no ofrece una idea clara de su elocuencia ya que su personalidad física es quizá el elemento más efectivo de su poder que tiene para fascinar a las masas. De vez en cuando un inspiración misteriosa o profética transforma al orador e irradia a su alrededor en ondas magnéticas. La ardiente intensidad de sus maneras, el fluir a veces apasionado y a veces intermitente de sus palabras, los súbitos ataques de sus pensamientos, la decisión de sonámbulo de sus gestos, la fijeza e intensidad de sus pupilas, el retorcimiento de sus labios y su cabello erizado lo hacen parecer un monomaniaco o un poseso.

El vicecónsul británico Bruce Lockhart también lo recordaría más tarde como el orador más impresionante que había conocido.

### Ministro de Guerra y Marina

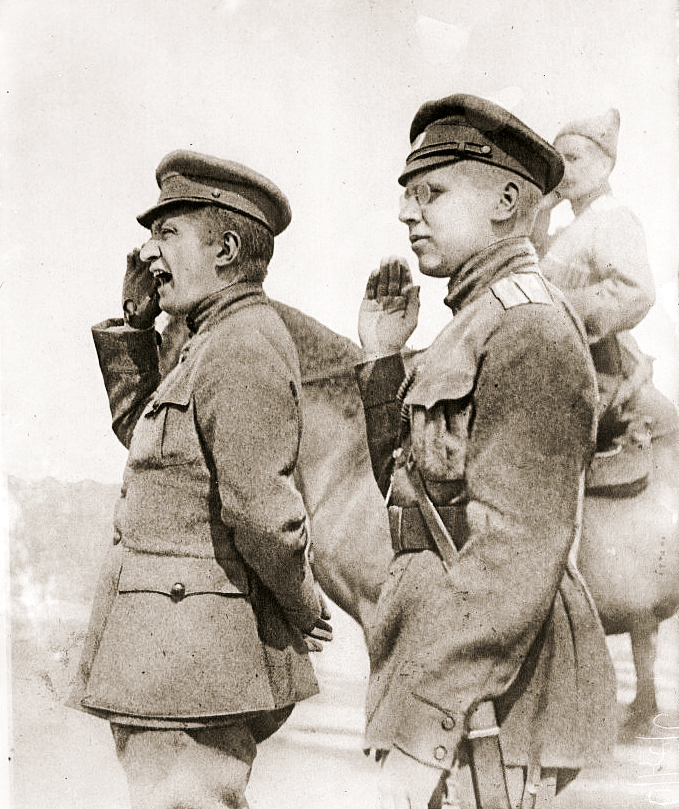
Kérenski exhortando a las tropas como ministro de Defensa del Gobierno provisional, primavera-verano de 1917

La necesidad del Gobierno de animar a las tropas a participar en la futura ofensiva de verano facilitó el nombramiento de Kérenski, héroe revolucionario de gran popularidad, como ministro de Defensa, a pesar de la oposición de los kadetes, que se oponían por principio a que un socialista ocupase el ministerio encargado de las Fuerzas Armadas. El Ministerio de Justicia quedó ocupado, gracias a la intercesión de Kérenski, por un abogado de Petrogrado, P. N. Perevérzev, considerado habitual pero erróneamente como miembro del PSR. Kérenski, aparentemente capaz de controlar las fuerzas populares desatadas por la revolución, se convirtió pronto en la principal figura de los gabinetes de coalición. Kérenski aportó su gran carisma, pero no un programa claro, a su ministerio. Con este y su habilidad oratoria se propuso recuperar la disciplina de las unidades del Ejército, y lo logró parcial y pasajeramente durante la primavera. Poco después de su nuevo nombramiento como ministro, realizó una larga visita al frente para animar a las tropas y prepararlas para la próxima ofensiva. Su esfuerzos recibieron el respaldo de la mayoría de los partidos políticos, a excepción de los de extrema izquierda.
En la elección del nuevo comité central del PSR durante el III Congreso del partido el 1 de juniojul./ 14 de junio de 1917greg., Kérenski no fue elegido para formar parte de él a pesar de las expectativas contrarias, debido al disgusto de gran parte de los delegados —especialmente de la fracción izquierda— con el decreto donde amenazaba a las tropas con la aplicación de la pena de muerte por deserción, que no había sido abolida del código zarista heredado por el nuevo Gobierno. El castigo, habitual en el resto de naciones combatientes, no se estaba aplicando en la práctica y solo buscaba atajar el número de deserciones, pero produjo la indignación de parte de los delegados del congreso. Finalmente la candidatura de Kérenski fue rechazada por 136 votos a 134. La humillación de Kérenski lo llevó a acentuar su alejamiento del partido, su neutralidad de su actitud en el Gobierno y el rechazo a seguir las directrices del partido en su actividad ministerial. El convencimiento de Kérenski de que Víctor Chernov había urdido una intriga para lograr el rechazo a su candidatura agrió la relación entre ambos dirigentes y complicó su cooperación en el Consejo de Ministros.
Como ministro de Defensa, Kérenski se mostró conservador y realizó menos cambios que su predecesor, el octubrista Aleksándr Guchkov, gracias a la pasividad del PSR, que no deseaba incomodarlo, y a pesar de las exigencias de reforma de los soldados partidarios de los social-revolucionarios y de la propia comisión militar del PSR. Los cambios de personal fueron mínimos; el propio Kérenski aseguró al poco de su nombramiento a Antón Denikin que la revolución había finalizado tanto en asuntos civiles como militares, y las peticiones de reforma de las academias de oficiales fueron ignoradas. Junto con Borís Sávinkov, fue responsable del ascenso del general Lavr Kornílov.
Kérenski, como ministro de la Guerra y con el respaldo de los Aliados, las fuerzas de derecha y la mayoría socialista moderada del Sóviet de Petrogrado, trató de devolver al país a la ofensiva en la guerra mundial y logró el apoyo del Sóviet para una nueva acometida contra los Imperios Centrales en julio de 1917, para la que se trasladó personalmente al frente. El ataque, tras unos primeros días de avances sorprendentes, resultó un fracaso.
Poco más tarde, fue uno de los ministros delegados por el gabinete para tratar con la Rada Central Ucraniana en la que se logró un acuerdo entre el Gobierno ruso y el organismo ucraniano. El acuerdo, rechazado de plano por los ministros kadetes al regreso de la delegación el 1 de juliojul./ 14 de julio de 1917greg. a Petrogrado, condujo a su renuncia, símbolo del desacuerdo fundamental entre los ministros socialistas y liberales, y la posterior dimisión del primer ministro, Gueorgui Lvov. El fracaso de la ofensiva militar, la crisis de Gobierno y las protestas en la capital conocidas como las Jornadas de Julio volvieron a sumir al país en la inestabilidad.

## Relación con la familia imperial
No obstante ser republicano, Kérenski mantuvo una actitud solícita con la familia imperial durante la revolución que llevó a su apartamiento del poder y que él mismo ayudó significativamente a llevar a cabo, pese a las inclinaciones monárquicas de otros políticos destacados de la crisis como Pável Miliukov. Disuadió al gran duque Miguel de aceptar el trono antes de la decisión de la Asamblea constituyente al respecto. Asimismo, planteó exiliar a la familia imperial en Gran Bretaña, pero no contó con el respaldo de su partido ni del Sóviet de Petrogrado, y el Gobierno abandonó el plan.
En ese instante tuvo la oportunidad de relacionarse estrechamente con el zar Nicolás II —ya abdicado— y su familia, que estaban prisioneros en Tsárskoye Seló, y manifestó un grado de aprecio a la familia imperial; realizó así en forma oculta los trámites de exilio por medio del canciller del Gobierno provisional, Pável Miliukov, con resultados negativos. Viendo que la segunda Revolución estaba en curso y en vista de que la familia imperial estaba en peligro de ajusticiamiento, los exilió a Tobolsk, en Siberia, como una forma de alejarlos del peligro. También mantuvo contactos con Gran Bretaña y Alemania para que acogieran a la familia imperial, pero fueron ignorados.
Yákov Sverdlov, del Comité Central del Partido bolchevique, supo de estas maniobras y vetó a Kérenski para dar mayores facilidades al zar.

## Presidente del Gobierno provisional

### Ascenso
Tras la dimisión del príncipe Lvov el 7jul./ 20 de juliogreg., Kérenski lo sucedió al frente del Gobierno. Conservó su cartera de ministro de Defensa y se convirtió en la figura dominante del Gobierno, especialmente tras el fracaso de la ofensiva que había comenzado el 18 de juniojul./ 1 de juliogreg.. Su poder real, sin embargo, era escaso en un Gobierno cada vez más escorado a la izquierda y cada vez más necesitado de ceder ante el Sóviet de Petrogrado. Los dirigentes de este habían terminado por aceptar un gabinete presidido por Kérenski ante la falta de alternativas y por su creciente disgusto con los kadetes, a pesar de haber rechazado un mes antes una propuesta similar de Kérenski y sus partidarios en el Gobierno. En el nuevo gabinete de coalición, el menchevique Irakli Tsereteli fue nombrado ministro del Interior. En el periodo intermedio entre la renuncia de Lvov y la formación del segundo gabinete de coalición logró imponerse como el centro de esta para imponer medidas que creía independientes de los diversos partidos y beneficiosas para el país, a la vez que consiguió sofocar las revueltas de las Jornadas. El 14jul./ 27 de juliogreg. regresó de uno de sus numerosos viajes al frente para tratar con Miliukov la pronta formación de un nuevo gabinete de coalición que incluyese a socialistas y kadetes; a pesar de la animosidad mutua, ambos consideraban necesario el acuerdo para evitar el peligro de los extremistas de derecha e izquierda. Fue necesaria, sin embargo, su fugaz dimisión el 21 de juliojul./ 3 de agostogreg. para forzar el acuerdo entre las partes. El acuerdo entre los dos excluía a Chernov del Gobierno y hacía a este independiente del Sóviet y del partido de Miliukov, además de que mantenía a Kérenski como presidente. El nuevo gabinete era, no obstante, débil, y fue recibido más con alivio por el fin de tres semanas de crisis gubernamental que con entusiasmo. El triunvirato de Kérenski, Nekrásov (que acababa de abandonar oficialmente el partido de Miliukov) y Teréshchenko controló claramente el nuevo Consejo de Ministros.
Durante agosto trató de llegar a un acuerdo con el comandante en jefe del Ejército, el general Kornílov, para implantar un plan de reformas que incluía la proclamación de una dictadura militar. Solo cuando fue consciente de que el plan podía incluir su apartamiento del poder decidió destituir al general y culparlo de tratar de dar un golpe de Estado. La derecha, que lo había aceptado a regañadientes, había traspasado su apoyo al general y Kérenski tampoco logró un respaldo decidido de la izquierda, desmoralizada tras las Jornadas. En la Conferencia Estatal del 12jul./ 25 de agostogreg. al 14jul./ 27 de agostogreg., la derecha mostró su alejamiento de Kérenski y su apoyo decidido a Kornílov.
Tras el golpe de Kornílov en agosto y la dimisión de los ministros, el general se proclamaría a sí mismo comandante en jefe supremo. El fracaso del golpe desacreditó a los políticos moderados y supuso un resurgimiento de los radicales. Kérenski estaba convencido de la colusión entre los alemanes y Lenin y de que el golpe de Kornílov había frustrado la correcta evolución democrática del país. Las sospechas de que había estado involucrado en los planes del comandante en jefe lo desacreditaron notablemente.
El problema central de Kérenski en su cargo fue que el Imperio ruso estaba agotado tras tres años de guerra, con el pueblo deseando solo la paz y a cualquier precio. Lenin y su Partido Obrero Socialdemócrata de Rusia, ala Bolchevique, prometían «paz, tierra y pan» bajo un sistema comunista; asimismo, el ejército se descomponía con las deserciones de soldados de origen obrero y campesino. Pero Kérenski y otros líderes políticos se sintieron obligados a cumplir los compromisos establecidos con sus aliados para continuar la guerra contra Alemania, temiendo acertadamente, además, que esta demandaría enormes concesiones territoriales como precio para la paz. La negativa de Kérenski a retirar a Rusia, simbolizada con la Ofensiva Kérenski, significaría su perdición.

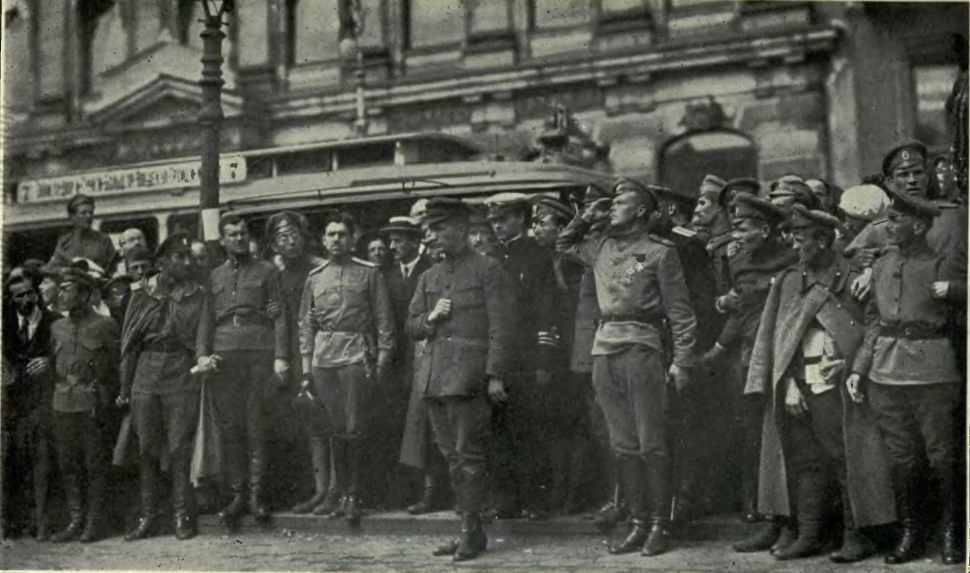
Kérenski en el entierro de las víctimas de las Jornadas de Julio

### El último Gobierno
Durante el golpe de Kornílov, Kérenski había repartido armas entre los trabajadores de Petrogrado. Más adelante, en octubre, la mayoría de estos obreros se pasarían al bando bolchevique. Lenin tenía la determinación de derribar el gobierno Kérenski antes de que tuviese la oportunidad de legitimarse tras las elecciones previstas para la Asamblea Constituyente, y el 25 de octubrejul./ 7 de noviembre de 1917greg. los bolcheviques tomaron el poder en lo que sería conocido como la Segunda Revolución o Revolución de Octubre.
El 26 de agostojul./ 8 de septiembregreg., ante la indecisión de las conferencias de la Conferencia Democrática, Kérenski anunció la formación de un nuevo gabinete de coalición social-burguesa, con socialistas poco destacados. Antes había formado un triunvirato y adelantado la convocatoria de la Asamblea constituyente, pero ninguna de las maniobras logró detener su debilitamiento político. Impotente para detener la desintegración de las fuerzas armadas y la extensión de las revueltas en el campo, hubo de contemplar los claros preparativos de los bolcheviques para hacerse con el poder sin poder impedirlo. Un intento de última hora de neutralizar a estos fracasó y durante la Revolución de Octubre abandonó la capital. La misma noche del 24 de octubrejul./ 6 de noviembregreg. rechazó una solicitud de última hora del Preparlamento, comunicada por una delegación encabezada por Fiódor Dan, para aplicar ciertas medidas que en opinión de esta podrían impedir la toma del poder por los bolcheviques.

## Tras la Revolución de Octubre
Su intento de retomar el poder tras la Revolución de Octubre gracias al apoyo de las unidades del frente fracasó y, ante el peligro de ser entregado a los bolcheviques por las propias tropas cosacas del general Krasnov —quien había marchado contra la capital pero había sido repelido en las colinas de Púlkovo—, Kérenski fue evacuado del palacio de Tsárskoye Seló por Abraham Gotz y Nikolái Avkséntiev, disfrazado de marino (31 de octubrejul./ 13 de noviembregreg.). Un automóvil lo trasladó en dirección a Luga, lejos de la capital.
Kérenski se hallaba en Petrogrado cuando se convocó la primera y única sesión de la Asamblea Constituyente Rusa el 5jul./ 18 de enero de 1918greg. y, de hecho, solicitó permiso al Comité central del PSR para acudir y entregar el poder que él consideraba que tenía a la Asamblea, pero el comité le indicó que no acudiese.

## Exilio

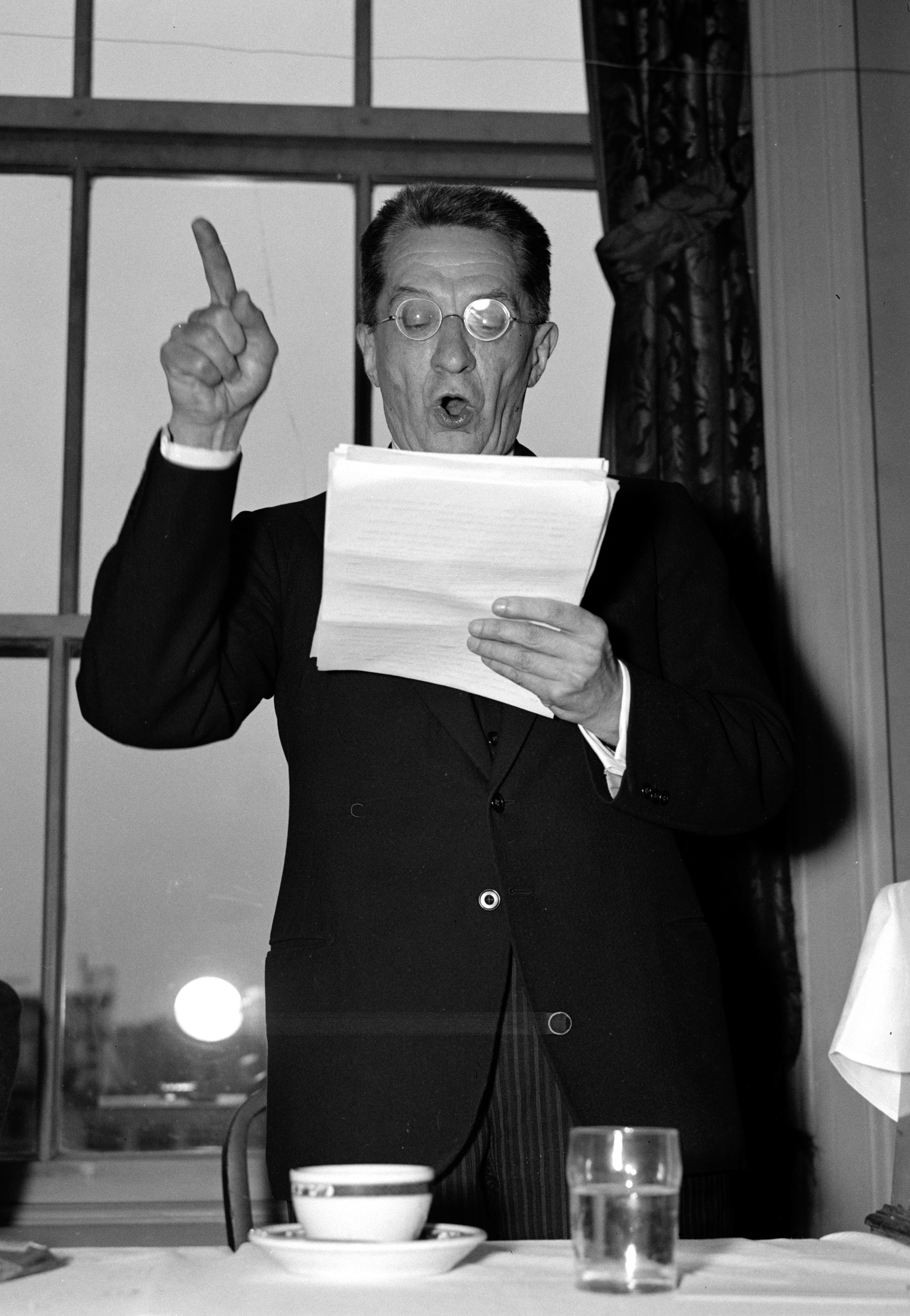
Kérenski en uno de sus apasionados y característicos discursos, en Washington D. C. en 1938

Kérenski escapó de los bolcheviques y fue a Pskov, donde reunió tropas leales en un intento de tomar la capital. Capturaron Tsárskoye Seló, pero fueron derrotados sin derramamiento de sangre al día siguiente, en Púlkovo. Kérenski escapó por poco y durante las siguientes semanas viviría oculto hasta huir del país, hasta alcanzar finalmente Francia. Durante la guerra civil rusa no apoyó a ninguno de los bandos: se oponía tanto al régimen bolchevique como a los generales reaccionarios del Movimiento Blanco que pretendían restaurar la monarquía.
En mayo de 1918 llevó a cabo negociaciones con el representante británico en Rusia, Bruce Lockhart, en nombre de la Unión por la Regeneración de Rusia, y a finales de mes se trasladó disfrazado de Moscú a Múrmansk para viajar a Gran Bretaña y entrevistarse con los primeros ministros de esta y Francia, a pesar del escaso entusiasmo de estos por el plan. Kérenski, recibido con frialdad por franceses, británicos y por la comunidad rusa en el exilio, hubo de permanecer en Gran Bretaña ante la imposibilidad de enviarlo a los Estados Unidos, que no deseaban su presencia allí, o de devolverlo a Rusia sin que el Gobierno británico quedase asociado a su figura. En el exilio abandonó sus primeras tareas diplomáticas para dedicarse al periodismo, labrándose reputación de entendido en asuntos soviéticos y duro crítico del Gobierno de la URSS.
Kérenski vivió en París hasta 1940, enzarzado en las eternas disputas y escisiones de los líderes democráticos rusos del exilio. Cuando los alemanes derrotaron a Francia en junio de ese año, escapó a los Estados Unidos, donde viviría hasta su muerte. Cuando la Alemania nazi invadió la Unión Soviética al año siguiente, Kérenski ofreció su ayuda a Stalin, mas sin recibir respuesta alguna. En su lugar, efectuó transmisiones radiofónicas en ruso apoyando el esfuerzo bélico. Tras la guerra organizó un grupo llamado la Unión para la Liberación de Rusia, sin obtener mucha repercusión.
Kérenski se instalaría finalmente en Nueva York, aunque dedicaría mucho tiempo en la Hoover Institution de la Universidad de Stanford, California, donde consultó y amplió su vasto archivo de historia rusa y donde impartió clases. Escribió y emitió por radio en abundancia sobre política e historia rusa. Sus principales obras incluyen El preludio al bolchevismo (1919), La Catástrofe (1927), La crucifixión de la libertad (1934) y Rusia y el punto de inflexión de la historia (1966). 
Aleksandr Kérenski falleció a los 89 años de edad en Nueva York, el 11 de junio de 1970, siendo uno de los últimos protagonistas supervivientes de los sucesos de 1917. Hasta su muerte, defendió los ideales democráticos en Rusia.
La Iglesia ortodoxa rusa local en Nueva York rechazó oficiar en el entierro de Kérenski, al considerarlo uno de los principales responsables de la caída de Rusia frente al comunismo. Una Iglesia ortodoxa serbia tampoco accedió. El cuerpo de Kérenski fue entonces trasladado a Londres, donde sería enterrado en un cementerio aconfesional.[cita requerida]